# Mastomys erythroleucus
Mastomys erythroleucus es una especie de roedor de la familia Muridae.

## Distribución geográfica
Se encuentra en Benín, Burkina Faso, Burundi, Camerún, República Centroafricana, Chad, República del Congo, República Democrática del Congo, Costa de Marfil, Etiopía, Gambia, Ghana, Guinea, Guinea-Bissau, Kenia, Liberia, Malí, Mauritania, Marruecos, Nigeria, Nigeria, Ruanda, Senegal, Sierra Leona, Sudán, Togo y Uganda.

## Hábitat
Su hábitat natural son: zonas tropicales o subtropicales, bosques, sabanas, la sabana húmeda, matorrales, tierra herbácea, jardines rurales, zonas urbanas, y las tierras de regadío.